# Brewer (Missouri)
Brewer – jednostka osadnicza w Stanach Zjednoczonych, w stanie Missouri, w hrabstwie Perry.